# 第62回オールスター競輪
第62回オールスター競輪（だいろくじゅうにかいオールスターけいりん）は、2019年8月14日から18日まで、名古屋競輪場で行われた。優勝賞金4,400万円（副賞込み）。

## 決勝戦

### 競走成績
- 8月18日（日）第11レース[2][3][4][5][6][7]
- 誘導員…伊藤正樹（愛知）[8][9]

| 着 | 車番 | 選手       | 登録地 | 級 班 | 着差    | 決まり手 | 上がり (秒) | H/B | 特記                 |
| -- | ---- | ---------- | ------ | ----- | ------- | -------- | ----------- | --- | -------------------- |
| 1  | 2    | 新田祐大   | 福島   | SS    |         | 捲り     | 11.0        | S   | 走注（斜行）         |
| 2  | 9    | 佐藤慎太郎 | 福島   | S1    | 3/4車身 | 差し     | 10.9        |     |                      |
| 3  | 5    | 諸橋愛     | 新潟   | S1    | 1/2車輪 |          | 11.0        |     |                      |
| 4  | 6    | 渡邉一成   | 福島   | S1    | 1/8車輪 |          | 11.0        |     |                      |
| 5  | 1    | 平原康多   | 埼玉   | SS    | 1車身   |          | 11.2        | B   | 重注（外帯線内進入） |
| 6  | 3    | 中川誠一郎 | 熊本   | S1    | 3/4車身 |          | 11.1        |     |                      |
| 7  | 7    | 郡司浩平   | 神奈川 | S1    | 1/2車輪 |          | 10.9        |     |                      |
| 8  | 8    | 中村浩士   | 千葉   | S1    | 1/2車輪 |          | 10.8        |     |                      |
| 9  | 4    | 菅田壱道   | 宮城   | S1    | 大差    |          | 12.9        | JH  |                      |

### 配当金額
- 上段：複式、下段：単式

| 2枠連     | 2枠連     | 2車連       | 2車連       | 3連勝       | 3連勝       | ワイド          | ワイド              |
| 59,252票  | 59,252票  | 130,724票   | 130,724票   | 717,682票   | 717,682票   | 57,157票        | 57,157票            |
|           |           |             |             |             |             |                 |                     |
| 2=6       | 1,860円   | 2=9         | 3,190円     | 2=5=9       | 10,670円    | 2=9 2=5 5=9     | 450円 650円 1,760円 |
| 2-6       | 2,150円   | 2-9         | 3,500円     | 2-9-5       | 32,580円    | 2=9 2=5 5=9     | 450円 650円 1,760円 |
|           |           |             |             |             |             |                 |                     |
| 104,832票 | 104,832票 | 1,266,522票 | 1,266,522票 | 9,365,719票 | 9,365,719票 | 計 11,701,888票 | 計 11,701,888票     |

### レース概略
躊躇なく新田が前を取りに行き、菅田壱道－新田祐大－渡邉一成－佐藤慎太郎、平原康多－諸橋愛、中川誠一郎、郡司浩平－中村浩士で周回。
赤板ホームで菅田が突っ張って全開でフカし、誘導員が退避。青板2角から前を抑えに来ていた郡司－中村は、最後方まで下げる。打鐘の時点で4車・3車（関東に中川）・2車と各ラインごとに車間が縦長に空く形に。
車間を詰めてからすかさず2角捲りを放った平原は最終バックで、菅田の番手からようやく発進した新田の前に少し躍り出る。しかし内から粘った新田が最終4角で平原をどかし、振り切ってゴールイン。
昨年2月の全日本選抜以来のGI優勝で、2015年の第58回大会以来2回目のオールスター制覇となった。
前に5人がいた中、平原と新田の間にできたコースを追い込んだ佐藤が2着に届き、諸橋が3着。
新田の後ろをまわった渡邉は、最終バックで（平原と）諸橋に入られて最後は外を行くことになり、1/8車輪差の4着。平原が5着。
1997年の神山雄一郎以来となる年間GI3優勝という記録がかかっていた中川は、大外を踏んで6着に終わった。

## 特記事項
- 名古屋競輪場でのオールスター競輪開催は、神山雄一郎が優勝した5日制へ移行した節目の2005年大会以来14年ぶり6回目。

- 大会キャッチフレーズは「ド派手に魅せろ」[16]。当地で最も直近（2016年3月）に開催されたGIの第69回日本選手権競輪（その時は哺乳類）と同じく、動物を競輪選手に擬人化している（今回は魚類）。

- ファンサービスでは、「ニッカンPDF新聞[17]」と「専門紙PDF（中部競輪）[18]」を連日無料提供した。

- 台風10号の接近により、二日目（8月15日）の開催が順延となる可能性があり二日目当日朝に開催の可否を判断することとなったが、名古屋競輪場のある東海地方には直撃せず、名古屋市では天候・交通機関はともに大きな影響を受けなかったため、二日目は予定通り開催された。但し、台風が直撃した中国・四国や九州の競輪場・場外車券売り場では、当日の場外発売を休止としたところがあった[19]。

- 地上波の決勝戦中継は「坂上忍の勝たせてあげたいTV〜オールスター競輪2019〜」《日本テレビ系列全国ネット》[20][21][22][23]。ゲストは武井壮と松田玲奈、名古屋現地からの解説は中野浩一、実況は筒井大輔。

- 五日間の総売上は、二日目の台風の影響もあり109億1278万4500円（目標は115億円だった）で、前年比95.6%に留まった[24][25]。

### 競走データ
- 最年長の参加選手は51歳4ヶ月の神山雄一郎[26]。今回でオールスター競輪30回連続出場を果たし、開会式にて表彰された[27][28]。

- 推薦による出場枠（10名）では、地元愛知からは高橋和也が選ばれた[29]。

- 2016年3月の日本選手権開催中に当地で行われた「KEIRINレジェンドエキシビション」に続く第2弾企画、日本競輪選手会愛知支部プレゼンツ「KEIRINレジェンドエキシビションII」が4日目（8月17日）第5レース終了後に行われた。滝澤正光・日本競輪選手養成所所長がインタビュアーとスターターを務め、中野浩一による解説を加えて、チェアマンである山口幸二からオファーを受けた、俵信之（53期）、金古将人（67期※現役）、小橋正義（59期）、後閑信一（65期）、内林久徳（61期）、山本真矢（65期）、吉岡稔真（65期）の7名が参戦。レースは、先行した山本 - 内林の3番手に切り替えた後閑が、捲りを打って出た吉岡 - 小橋に合わせて先捲りを打ちそのままゴールし優勝、捲った吉岡は届かず2着であった（3着は小橋）[30][31]。

- 決勝メンバー中、今回がGI初優出となった選手はゼロ。6渡邉と8中村は、昨年大会のファイナリスト。

- 東北勢4人がGI決勝に乗ったのは、2016年2月の第31回読売新聞社杯全日本選抜競輪（久留米）以来[32]。

- 表彰式は優勝者のみの単独であった。